# Святовольська сільська рада
Святовольська сільська́ ра́да (біл. Святавольскі сельсавет) — адміністративно-територіальна одиниця у складі Івацевицького району Берестейської області Білорусі. Адміністративний центр — село Свята Воля.

## Склад
Населені пункти, що підпорядковувалися сільській раді станом на 2009 рік:
| Населений пункт | Тип  | Населення, осіб (2009) |
| --------------- | ---- | ---------------------- |
| Велика Гать     | село | 757                    |
| Довга           | село | 39                     |
| Свята Воля      | село | 440                    |
| Турна           | село | 197                    |

## Населення
За переписом населення Білорусі 2009 року чисельність населення сільської ради становила 1433 особи.

### Національність
Розподіл населення за рідною національністю за даними перепису 2009 року:
| Національність            | Осіб | Відсоток |
| ------------------------- | ---- | -------- |
| білоруси                  | 1390 | 97,00 %  |
| росіяни                   | 22   | 1,54 %   |
| українці                  | 11   | 0,77 %   |
| поляки                    | 4    | 0,28 %   |
| національність не вказана | 3    | 0,21 %   |
| молдовани                 | 2    | 0,14 %   |
| фіни                      | 1    | 0,07 %   |
| Разом                     | 1433 | 100 %    |